# قلعه ناکاتسو
قلعه ناکاتسو (به ژاپنی: 中津城, Nakatsu-jō)، یک  قلعه ژاپنی در شهر ناکاتسو، اوئیتا در استان اوئیتا است.